# Bolliger & Mabillard
Bolliger & Mabillard Consulting Engineers (mais conhecida como B&M) é uma consultoria em design de montanhas-russas de Monthey, Suíça. A companhia foi fundada em 1988 por Walter Bolliger e Claude Mabillard, com Bolliger atuando como presidente e Mabillard como vice-presidente. Desde 1990, a B&M construiu mais de 70 montanhas-russas ao redor do mundo e foi pioneira em diversas tecnologias da área, incluindo a montanha-russa invertida. A companhia começou com quatro funcionários e cresceu deste então, atualmente empregando mais de 30 pessoas, a maioria engenheiros e desenistas técnicos.

## Características
A empresa é mundialmente conhecida pelo alto nível de qualidade de suas montanhas-russas, sendo elas extremamente suaves, e de manutenção relativamente barata.
O padrão dos trilhos usados pela B&M, são de rolamento externo, ou seja, as rodas guias dos trens ficam viradas para fora, possuem hastes finas, e uma base quadrada.
A base quadrada que os trilhos possuem, quando são ocas, formam algo que pode ser chamado de "caixa acústica", pois quando os trens correm sobre os mesmos, elas podem produzir ruídos, que são outra grande característica da B&M. Já se o parque optar por possuir uma montanha-russa mais silenciosa, a base do trilho pode ser preenchida com areia. Isso ajuda a diminuir o ruído

## Modelos
A B&M possui atualmente nove modelos diferentes de montanhas russas, sendo eles:
- Sitting Coasters: É um modelo clássico da B&M, onde os passageiros ficam sentados em fileiras de 4 pessoas, passando por inúmeras inversões. Esse modelo foi lançado em 1993, com a inauguração da montanha russa Kumba no parque Busch Gardens Tampa, em Tampa, na Flórida.
- Floorless Coasters: Identicas às Sitting Coasters, porém os trens são mais altos, e não possuem chão, fazendo com que os passageiros fiquem com as pernas livres. Como exemplo, pode ser citada a montanha russa Kraken do parque Sea World, em Orlando, Flórida, EUA.
- Stand-Up Coasters: É um modelo famoso da B&M, em que os passageiros vão em pé nos trens, passando por inversões, e curvas próximas do chão. A montanha russa Apocalypse do parque Six Flags America, é desse modelo, e foi a primeira a ser construída pela empresa (inaugurada originalmente em 1990, com o nome de Iron Wolf no parque Six Flags Great America). Ela também aparece no filme "Riquinho" de 1994 estrelado por Macaulay Culkin.
- Hyper Coasters: São montanhas-russas que possuem mais de 60 metros de altura, e não possuem inversões. Os trens deste modelo, são sempre muito abertos, sendo basicamente os bancos com travas de colo, em cima de uma plataforma. Como exemplo, pode ser citada a montanha russa Nitro do parque Six Flags Great Adventure, em Jackson, Nova Jersey, EUA.
- Giga Coasters: Idênticas às Hyper Coasters, porém com alturas que passam dos 90 metros. Por exemplo, a montanha russa Fury 325, do parque Carowinds, na Carolina do Norte, EUA.
- Inverted Coasters: Como as Floorless, são montanhas russas sem chão, porém os trens correm em baixo dos trilhos. É um modelo muito famoso, sendo que o primeiro exemplar foi a Batman The Ride, inaugurada em 1992, no parque Six Flags Great America.
- Flying Coasters: É um modelo em que os trens também ficam em baixo dos trilhos, porém, os passageiros ficam deitados (com a barriga para baixo), dando uma sensação de voo. Como exemplo, pode ser citada a montanha russa Manta do parque Seaworld.
- Diving Machine: É um modelo que foi lançado em 1998, porém só ganhou popularidade em 2005, com a inauguração da montanha russa SheiKra, no parque Busch Gardens Tampa. Este modelo é conhecido por causa das grandes alturas (geralmente mais de 60 metros), e pela primeira queda ser bastante inclinada, variando entre 87º e 90º. Outra característica, é a de que os trens ficam parados no topo por cerca de 3 segundos, antes de serem lançados na primeira queda. Possui trens, na maioria das vezes, floorless (sem chão) de 2 ou 3 vagões, porém com fileiras para até 10 pessoas.
- Wing Coaster: Modelo lançado entre os anos de 2010 e 2011, onde se localizam dois assentos floorless (sem chão) de cada lado das rodas do trem, do lado externo dos trilhos. Possuem percursos relativamente curtos, que contam com curvas fechadas e algumas inversões. A primeira deste modelo a ser inaugurada foi a Raptor, no parque italiano Gardaland em 2011.

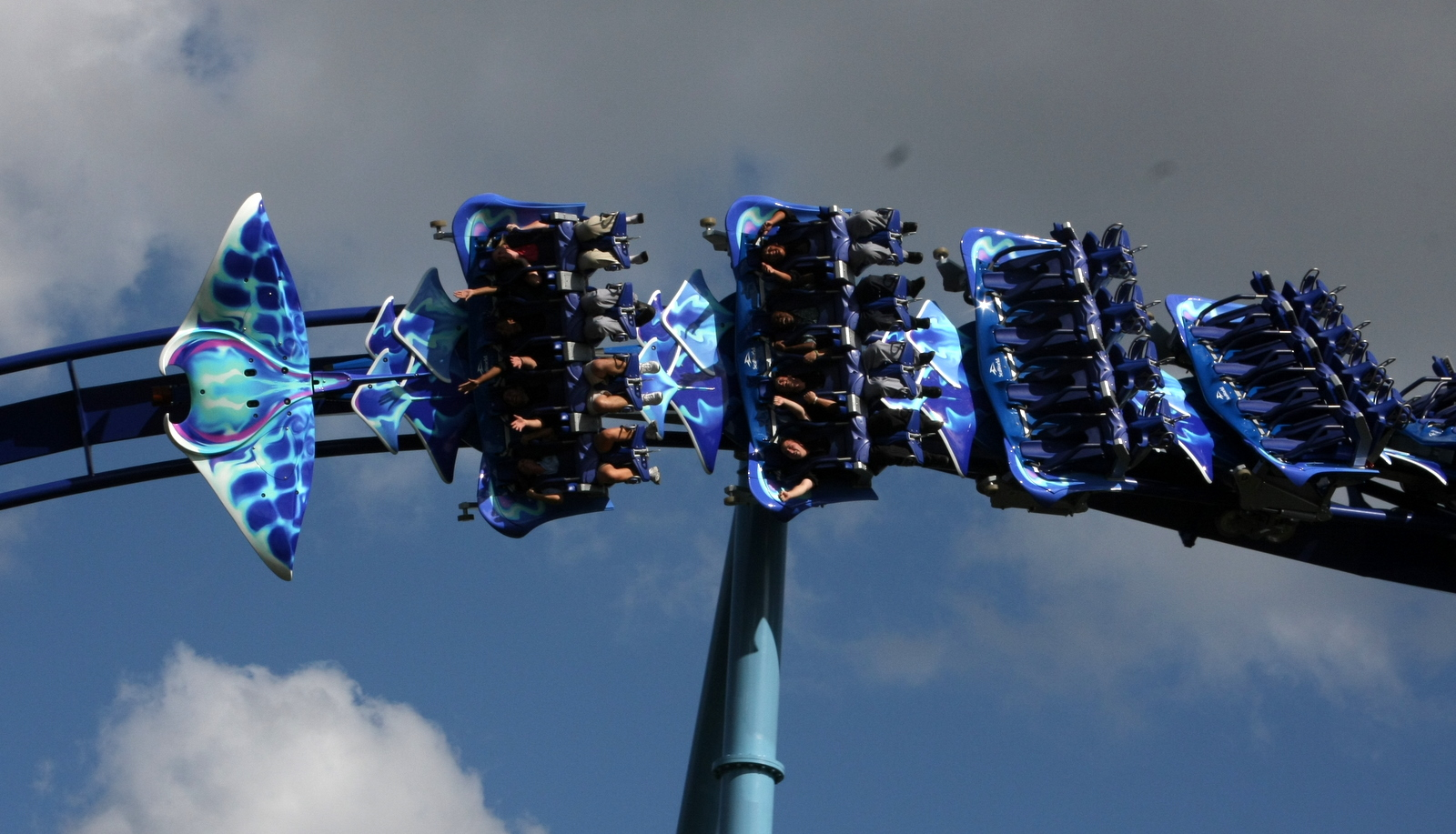
Flying Coaster.
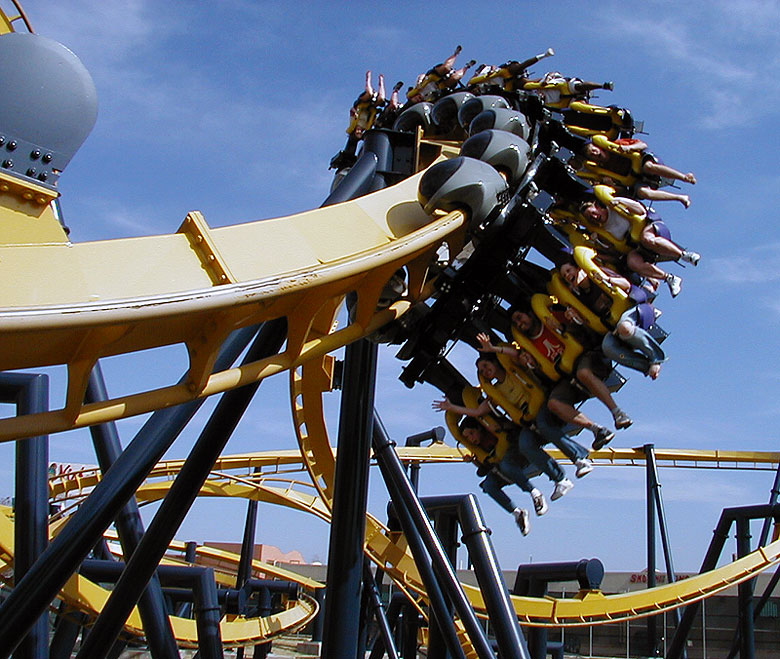
Inverted Coaster.
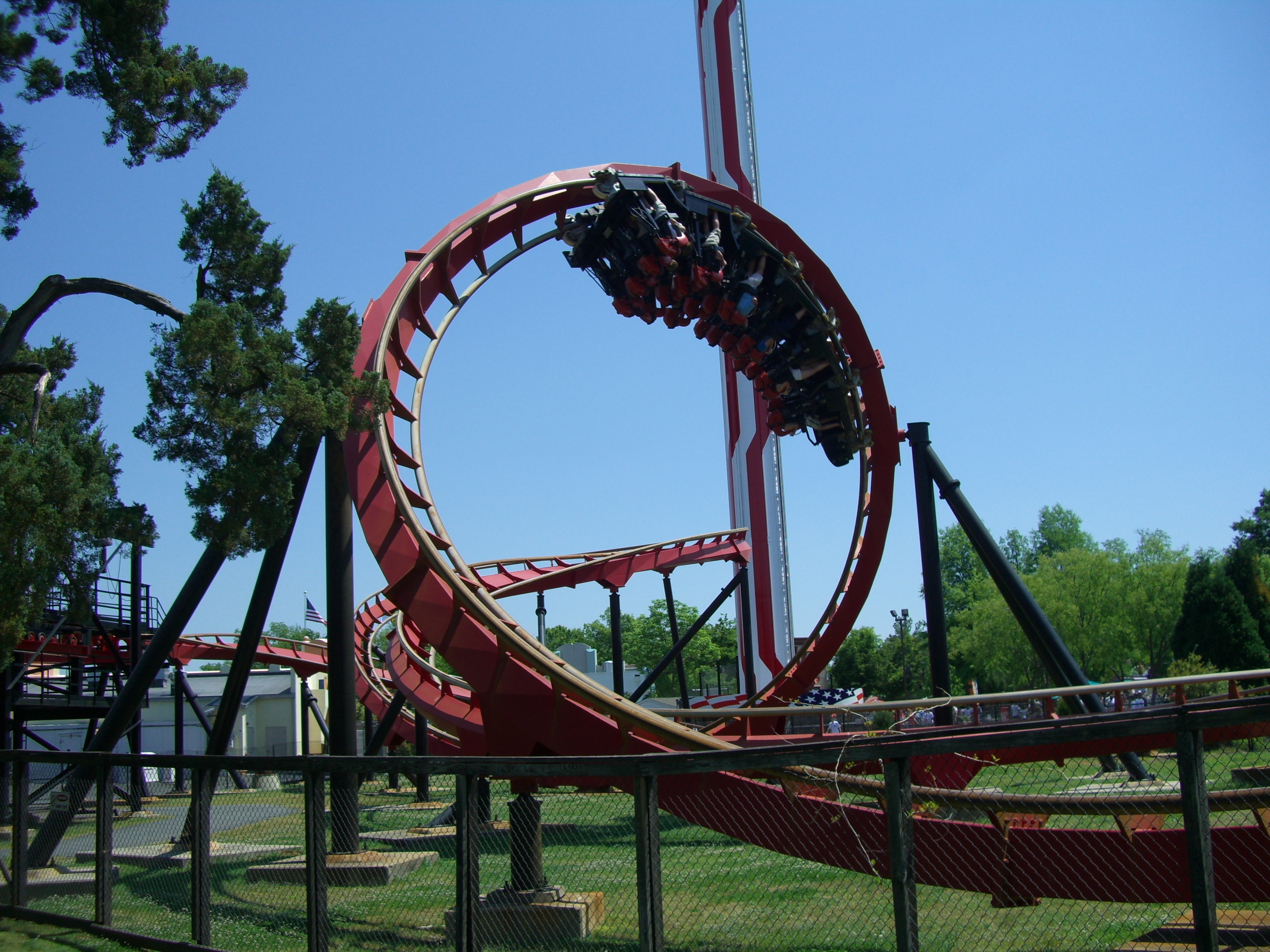
Stand Up coaster.
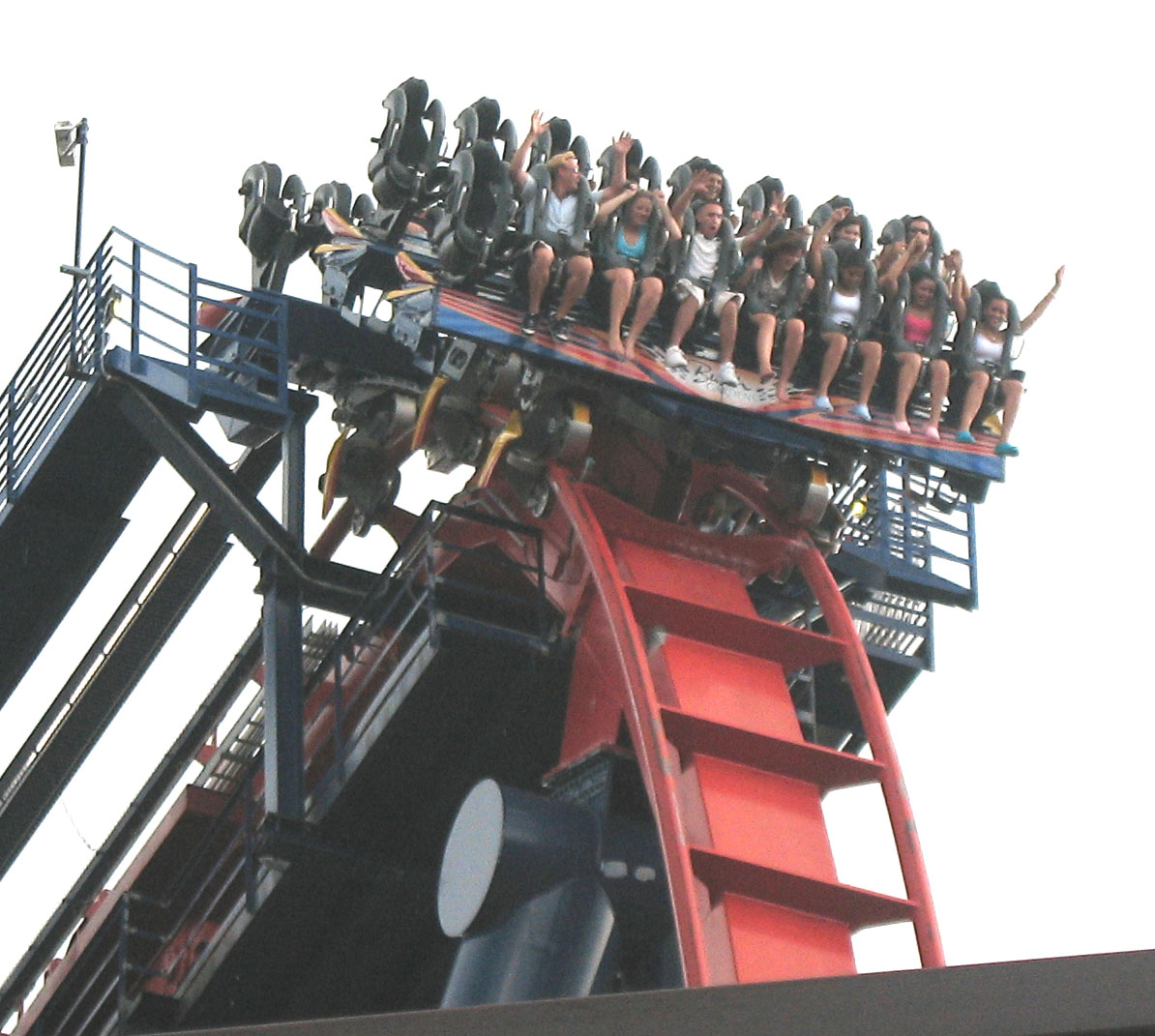
Diving Machine.
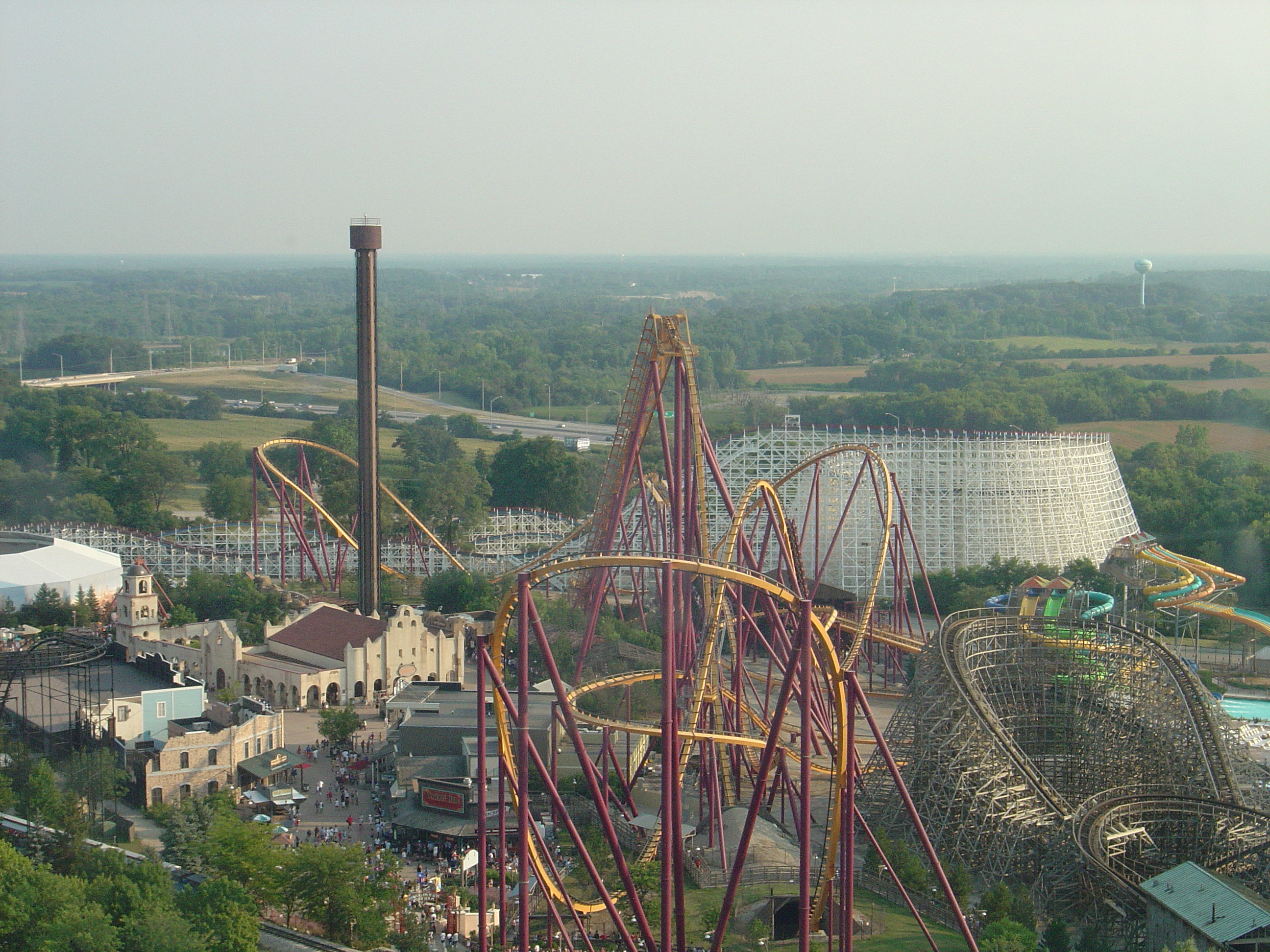
Hyper Coaster.
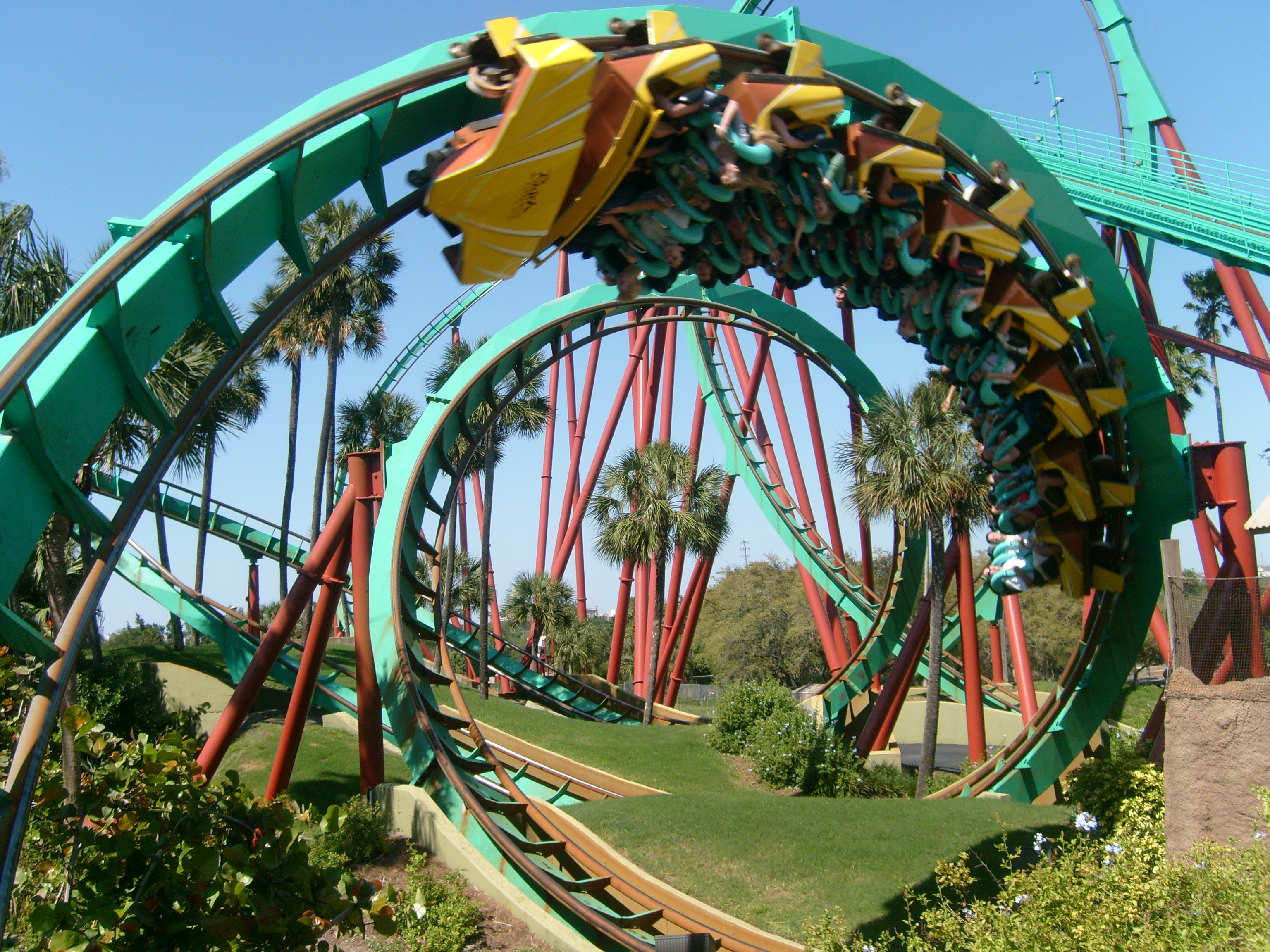
Sitting coaster.
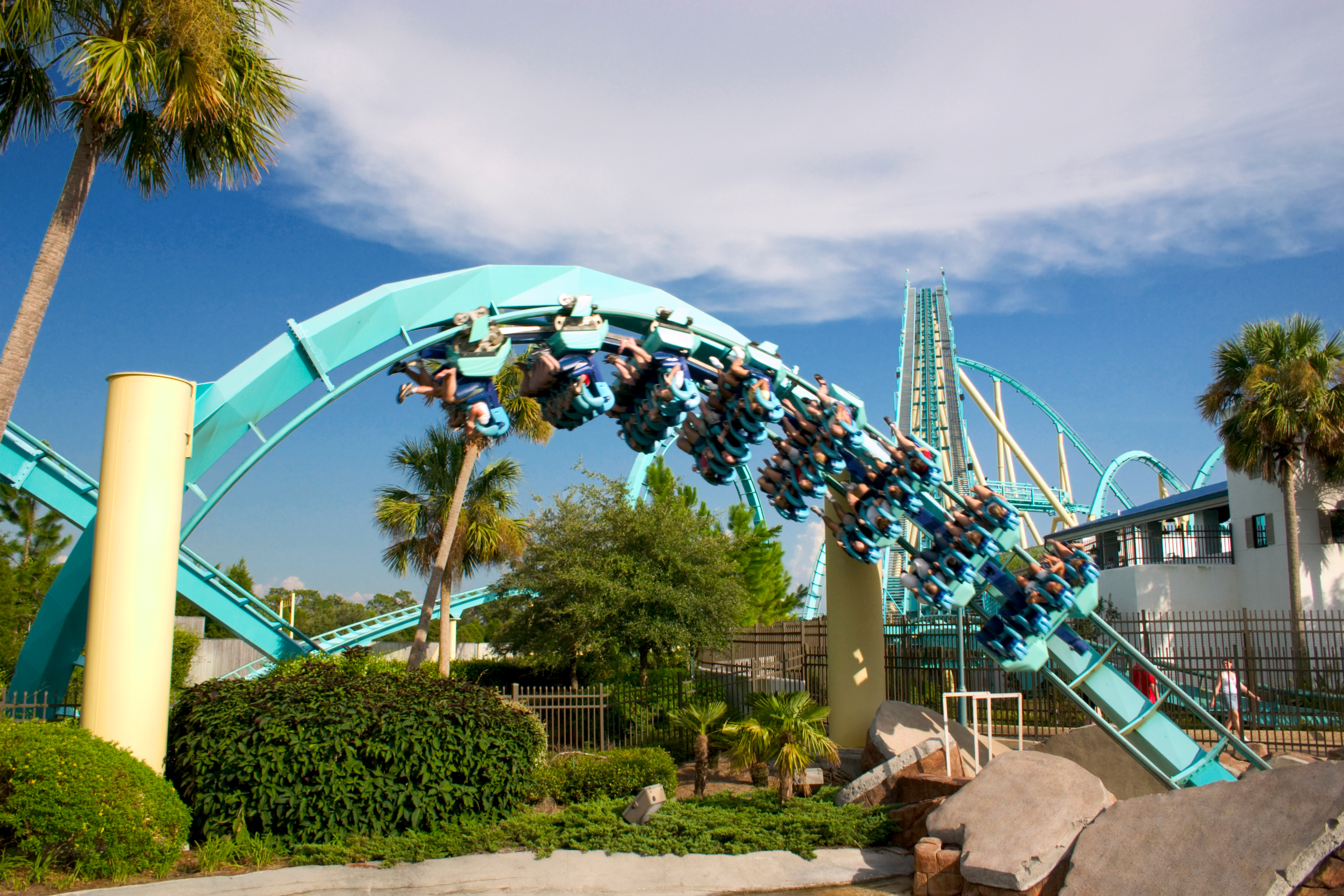
Floorless coaster.